# Большое Первунино
Большое Первунино — упразднённая деревня в составе Быковского сельского поселения Лухского района Ивановской области.

## География
Деревня располагалась на берегу реки Добрицы, напротив деревни Медведево, в трёх километрах от Быково.

## Название
Произошло от имени Первуша.

## История
В XIX веке относилось к Юрьевецкому уезду Костромской губернии под названием Первушино.
Известно, что в деревне была усадьба мелкопоместных дворян Аврамовых, в честь одного из которых — учителя Вячеслава Яковлевича Аврамова в деревне была открыта народная школа.
Деревня исключена из списков населённых пунктов в 2002 году.